# Liste von antiken griechischen militärischen Ausrüstungsgegenständen
In der Liste der antiken griechischen Militärausrüstung  sind militärische Ausrüstungsgegenstände aus Griechenland aufgelistet. 

## A
- Acinaces (Dolch/Kurzschwert)
- Attischer Helm

## B
- Böotischer Helm

## C
- Clipeus (Schild)

## D
- Dory  (leichter Speer)

## G
- Gastraphetes (Bogenwaffe)
- Glockenpanzer

## H
- Helepolis (Belagerungsturm)
- Hoplon (Schild)
- Hemithorakion (Rüstung)

## K
- Kestrosphendon
- Klappenpanzer
- Kopis (Schwert)
- Korinthischer Helm
- Kestrosphendon (Schleuder)

## L
- Leinenpanzer

## M
- Muskelpanzer (Rüstung)

## O
- Oxybeles (Belagerungswaffe)

## P
- Palintona (Torsionsgeschütz)
- Panoplie (Verzierung)
- Parazonium (Dolch)
- Pelte (Schild)
- Phrygischer Helm
- Polybolos (Katapult)

## S
- Sarissa (Waffe) (Spieß)
- Schienbeinschützer
- Schleuderblei
- Spolas (Lederrüstung)

## T
- Thureos (ovaler Schild)

## X
- Xiphos (Schwert)
- Xyston (Lanze)